# فرنسيسكو ماريا دا كونا
فرنسيسكو ماريا دا كونا هو قائد عسكري وسياسي برتغالي، ولد في 22 ديسمبر 1832 في آنغرا دو هروئيسمو في البرتغال، وتوفي في 13 يناير 1909 في لشبونة في البرتغال.